# Le Morne
Koordinaten: 20° 27′ S, 57° 19′ O

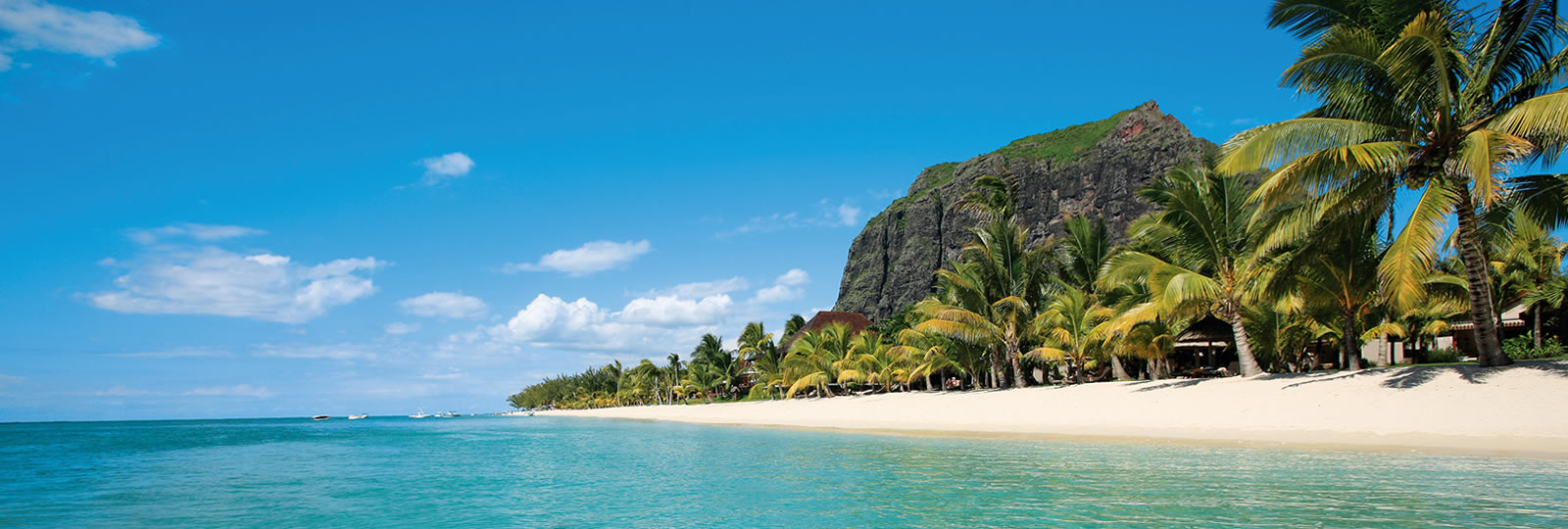
Strand in Le Morne

Le Morne ist eine kleine von Sklaven gegründete Ortschaft („Village“) im Süden von Mauritius im Bezirk Black River. Sie gehört administrativ zur Village Council Area (VCA) Le Morne. Bei der Volkszählung 2011 hatte der Ort 1300 Einwohner. Sie liegt am Berg Le Morne Brabant an einer seichten Lagune und verfügt über ein großes Wassersportangebot.
In Le Morne arbeiten viele Menschen in Salinen, die das berühmte Meersalz von Mauritius herstellen. Dieses Salz ist für seine gröbere Form bekannt.